# Marcin Zamoyski (samorządowiec)
Marcin Zamoyski (ur. 30 października 1947 w Sopocie) – polski operator filmowy, realizator, samorządowiec, prezydent Zamościa w latach 1990–1992 oraz 2002–2014, wojewoda zamojski od 1992 do 1994.

## Życiorys
Pochodzi z polskiego rodu Zamoyskich herbu Jelita. Jest synem Róży Zamoyskiej z domu Żółtowskiej i Jana Tomasza Zamoyskiego, ostatniego ordynata zamojskiego, a także wnukiem Maurycego Klemensa Zamoyskiego.
Studiował początkowo na Uniwersytecie Warszawskim, potem historię na Katolickim Uniwersytecie Lubelskim. W latach 1966–1969 pracował w Kanadzie jako kierowca. Od 1972 do 1990 był zatrudniony w Polskiej Agencji Interpress w Warszawie jako operator filmowy i realizator; odpowiadał tam za przygotowywanie reportaży historycznych. Pracował także dla Wytwórni Filmowej „Czołówka”, niemieckiej telewizji oraz przy filmach fabularnych. Autor zdjęć z legalnych i nielegalnych manifestacji „Solidarności”. Przyjaźnił się z księdzem Jerzym Popiełuszką, który udzielił mu ślubu oraz ochrzcił córkę.
W 1990 stosunkiem głosów 23 do 12 został wybrany przez radę miasta na stanowisko prezydenta Zamościa; stanowisko to zajmował do 1992. W czerwcu tego samego roku został przez Jana Olszewskiego mianowany wojewodą zamojskim, w styczniu 1994 odwołał go z tej funkcji Waldemar Pawlak. Od 1994 do 1998 był przewodniczącym rady miasta.
W 2002 (w drugiej turze), w 2006 i w 2010 (w pierwszej turze) w bezpośrednich wyborach samorządowych jako niezależny kandydat (popierany m.in. przez Platformę Obywatelską) był wybierany na urząd prezydenta Zamościa. W 2014 nie uzyskał reelekcji, otrzymując w drugiej turze 49,7% głosów i przegrywając z Andrzejem Wnukiem. Przyczynił się do odzyskania księgozbiorów z biblioteki Zamoyskich. W latach 2004–2015 pełnił funkcję prezesa Ligi Polskich Miast i Miejsc UNESCO.

## Życie prywatne
Zamieszkał na Rynku Wielkim w Zamościu. Żonaty z Aleksandrą z domu Sentek, wywodzącą się z lwowskiej rodziny pochodzenia węgierskiego, z zawodu lekarzem weterynarii. Mają dwoje dzieci: Różę i Andrzeja.
W 1995 w wyniku przetargu nabył dawny PGR w Michalowie o powierzchni 520 ha; przed reformą rolną z 1944 był to folwark wchodzący w skład ordynacji. Został właścicielem m.in. kilku obrazów z kościoła franciszkańskiego (odzyskanych w 1995 z archidiecezji lubelskiej) i sztandaru jazdy ordynackiej.

## Odznaczenia
- Krzyż Kawalerski Orderu Odrodzenia Polski (2011)[10]
- Złoty Krzyż Zasługi (2008)[11]
- Brązowy Medal za Zasługi dla Policji (2007)[12]
- Srebrna Odznaka „Zasłużony dla Ochrony Przeciwpożarowej” (2010)[13]
- Srebrny Medal „Zasłużony Kulturze Gloria Artis” (2015)[3]